# 傑·斯皮林
傑·斯皮林（英語：Jay Spearing，1988年11月25日—）是一名英格蘭職業足球運動員，在場上司職防守中場，現效力英超球隊利物浦兼U21教練。

## 生平
1997年，8歲的斯皮林於一個星期天跟連菲特（Craig Lindfield）一起為沃拉西球隊Greenleas踢球時被利物浦球探選中後，經過6週試訓後加入了利物浦的青訓學院，他曾是利物浦18歲以下代表隊的隊長，並帶隊贏得2007年英格蘭足總青年盃的冠軍。他在前一季的足總青年盃決賽對曼城亦有不錯的表現，然而他於該季大部份時間因斷腳而缺陣。在2007年夏天，因為青訓學院時期的出色表現，斯皮林獲晉升預備組，能在米活訓練場跟一隊一起練習。
他參與只允許20歲以下球員參賽的Torneo di Renate，在一眾AC米蘭、帕爾馬等球隊的球員中脫穎而出，得到最多票數獲得賽事最佳球員。他亦都是奪得2007-08年全國預備組聯賽冠軍的重要一員。
於2008年12月9日，斯皮林首次代表利物浦在歐冠賽場上作戰，利物浦以3-1取勝PSV埃因霍溫。斯皮林在2009年3月10日再次為利物浦上陣，於73分鐘入替隊長謝拉特，獲得不俗的評價，協助利物浦以4-0擊敗皇家馬德里，晉級歐冠八強。3月31日，領隊賓尼迪斯表示，他與同是本土青訓球員的達比將會獲得新合約。
於2009年9月22日，斯皮林首次為利物浦正選上陣全場90分鐘對列斯聯的聯賽盃作客比賽，最終利物浦以1-0勝出。而斯皮林亦希望此次演出可以為他帶來更多的一隊上陣機會：「我認為自己踢得不錯，希望這場比賽的表現能夠說服領隊及球迷覺得我可以為一隊做更多東西。」
於2009年10月17日，斯皮林首次在對新特蘭的聯賽中正選上陣，及後由馬斯查蘭奴入替；10月28日在英格蘭聯賽盃作客對阿仙奴再次被派正選上陣更踢足全場，但球隊1-2落敗出局；12月26日對狼隊時於完場前後補上陣。
2010年3月23日斯皮林獲外借到英冠球會莱斯特城直到球季結束，翌日主場迎戰雷丁首度後補上陣。
2011年，史比寧回到利物浦後，隨著利物浦名宿杜格利殊重新出任領隊和隊長謝拉特的收咧，史比寧獲得正選上陣機會。他在場上表現穩健，並且與中場拍擋盧卡斯建立良好的默契。
2011/12賽季,史比寧被領隊杜格利殊列入盃賽的主力陣容中，與盧卡斯組成的中場屏障助利物浦擊敗車路士晉身聯賽盃四強。
2012年8月31日，利物浦將史比寧外借至英冠博尔顿一個球季。
2013年8月9日，英冠博尔顿正式向利物浦購入史比寧，轉會費金額沒有透露，合約為期四年。

## 榮譽
利物浦
- 英格蘭聯賽盃冠軍：2011/12年

## 外部連結
- LFCHistory.net Profile （页面存档备份，存于）
- Official LFC Website Profile
- Soccerbase Stats